# Radio SAW
Radio SAW (Sachsen-Anhalt-Welle) est une radio privée allemande régionale diffusant dans le Land de Saxe-Anhalt.

## Histoire
En 1992, l'autorité chargée d'attribuer des fréquences en accorde deux pour la Saxe-Anhalt. L'une d'elles est donnée à VMG Verlags- und Mediengesellschaft mbH & Co. KG, société nouvellement créée, dont le principal actionnaire est le journal régional Nordwest-Zeitung (de). Radio SAW émet un programme axé sur la musique pour la Saxe-Anhalt et les Länder voisins. Le public cible de Radio SAW va de 10 à 59 ans, en particulier une base de 25 à 45 ans.
Radio SAW commence à émettre dans une ancienne usine de papier peint à Magdebourg le 8 septembre 1992. Outre l'animation depuis Magdebourg, elle développe une couverture locale et ouvre des studios à Halberstadt, Dessau et Halle. Elle a une zone de couverture allant de Salzwedel à Naumbourg, de Magdebourg à Leipzig. L'émission, depuis l'émetteur très puissant de Brocken, fait que la radio peut être reçue à l'est de la Basse-Saxe, en Thuringe, dans la Saxe et dans le Brandebourg.
En 1995, elle va dans de nouveaux locaux dans le Hansapark à Magdebourg. Dans le même temps, elle passe de la technique de transmission analogique aux systèmes numériques. En 1997, Radio SAW est la première radio allemande à diffuser un programme en streaming.
En 2007, Radio SAW lance la plate-forme de musique en ligne "SAW-Musikwelt". En plus du programmes traditionnels de Radio SAW et Rockland Sachsen-Anhalt, elle propose huit programmes spécifiques en streaming : nouveautés, années 1970, 1980, 1990 ou 2000, rock, allemand, party. De même, SAW.TV est lancé en tant que Web TV.
En plus d'une sélection de chansons parmi les ventes actuelles, elle joue surtout des chansons des années 1980 et 1990, principalement pop et rock.
Le slogan de la radio est : "Die beste Mischung, die meiste Abwechslung mit den Superhits für Sachsen-Anhalt" ("Le meilleur mélange, la plus grande variété avec les superhits en Saxe-Anhalt").

## Fréquences
- Brocken 101,4 FM
- Blankenburg 95,7 FM
- Dessau 92,6 FM
- Eisleben 104,9 FM
- Genthin 102,8 FM
- Halle 103,3 FM
- Leipzig 104,9 FM
- Magdebourg 100,1 FM
- Naumbourg 95,1 FM
- Osterburg 95,6 FM
- Salzwedel 103,9 FM
- Sangerhausen 99,4 FM
- Stendal 100,5 FM
- Wernigerode 90,8 FM
- Wittenberg 98,4 FM